# Luigi Casale
Luigi Casale (* 22. November 1882 in Langosco; † 18. Februar 1927 in Vigevano) war ein italienischer Chemiker und Industrieller. Er entwickelte ein Verfahren zur Ammoniaksynthese, das ihn nach dem Ersten Weltkrieg international bekannt machte.

## Leben und Werk
Luigi Casale stammte aus Langosco, einem Ort in der Lomellina. Er war das dritte von elf Kindern von Santino Casale, dem Verwalter des Vermögens der Grafen von Langosco. Luigi absolvierte ein Chemiestudium an der Universität Turin, das er 1908 abschloss. Er blieb danach einige Jahre als Assistent am Institut für Physikalische Chemie und Elektrochemie unter der Leitung von Michele Fileti. In den Jahren 1912 bis 1913 studierte er in Berlin im Arbeitskreis von Walther Nernst, wo sein Interesse an der Ammoniaksynthese geweckt wurde. Nach seiner Rückkehr nach Italien führte er im Arbeitskreis von Arturo Miolati in Turin erste Arbeiten zur Ammoniaksynthese durch.
Bei Ausbruch des Ersten Weltkriegs trat Casale in die königliche Armee ein, die ihn in eine Forschungsgruppe am Institut für Chemie der Universität Neapel versetzte. Dort blieb er bis 1917 und forschte über Reiz- und Giftgase und deren Gegenmittel. Eine Vergiftung durch einen Unfall im Labor zwang ihn, diese Forschung einzustellen.

## Casale-Verfahren

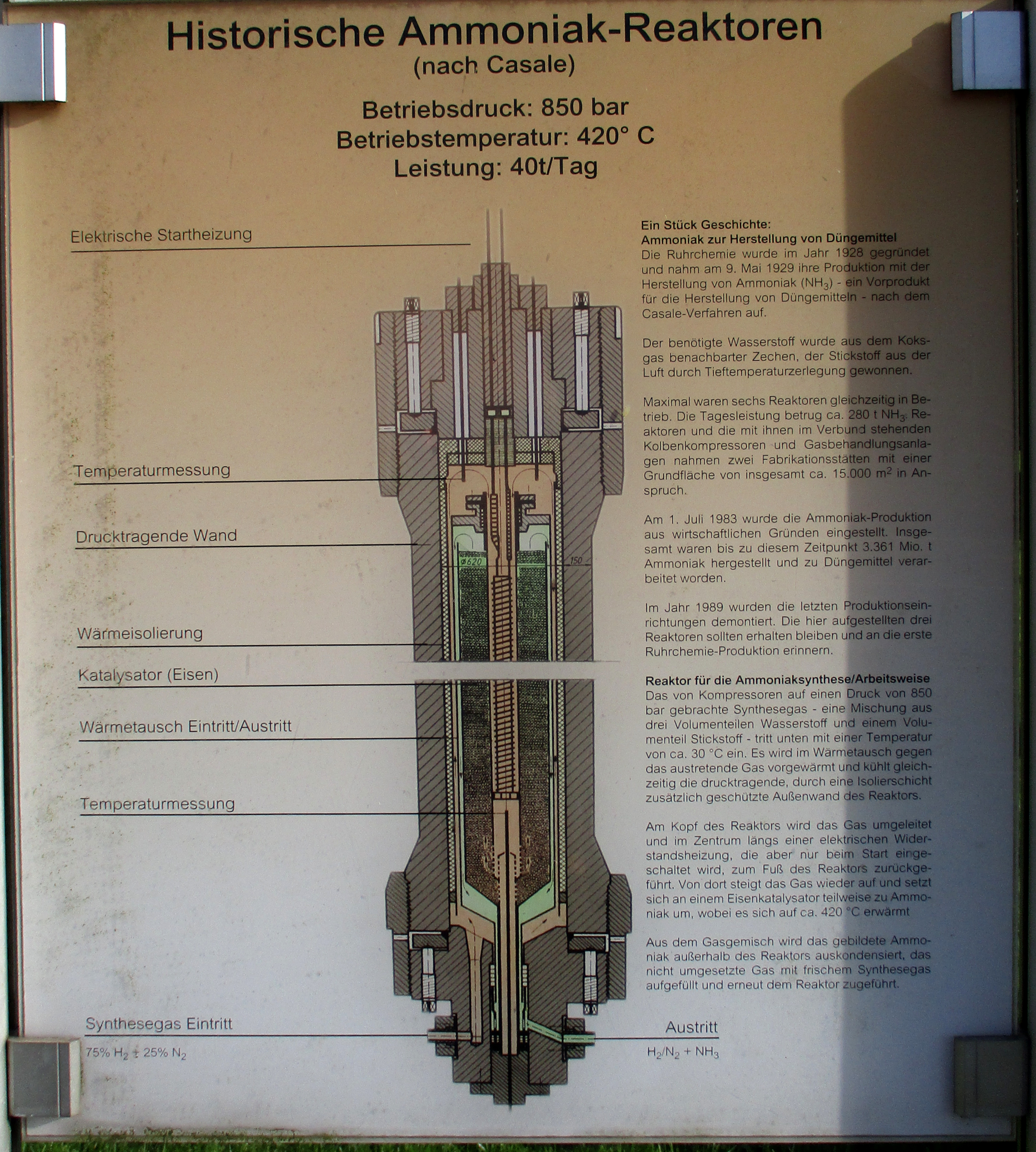
Zeichnung eines Casale-Reaktors

Angeregt von Miolati widmente er sich anschließend der Entwicklung einer Methode zur Herstellung von synthetischem Ammoniak. Sein erster Versuchsreaktor stammte gemäß dem Motto Schwerter zu Pflugscharen aus einer Kanone des Schlachtschiffs Dante Alighieri. In Italien herrschte nach dem Ersten Weltkrieg ein großer Bedarf an Ammoniak für die Düngemittelherstellung. Trotz der finanziellen und technischen Schwierigkeiten, die sich aus der schwierigen ökonomischen Lage Italiens in der unmittelbaren Nachkriegszeit ergaben, gelang es Casale, sein Ziel zu verwirklichen und einen neuen Prozess der Ammoniaksynthese bei einem Druck von 800 bis 1000 Bar zu entwickeln. Dadurch wurde es möglich, Ammoniak durch direkte Kondensation zu gewinnen. Der Reaktor konnte durch den hohen Druck kleiner ausgelegt werden und erlaubte durch die Eindüsung von kaltem Gas eine einfache Temperaturkontrolle, verwendete einfachere Katalysatoren und erleichterte den Katalysatorwechsel.
Im Chemiewerk Rumianca produzierte die erste Versuchsanlage, die nach dem Casale-Verfahren gebaut wurde, 1919 etwa 200 Kilogramm synthetisches Ammoniak pro Tag. Er ließ sein Verfahren patentieren und mit der finanziellen Unterstützung US-amerikanischer Firmen gründete er im April 1921 die Ammonia Casale Company in Terni mit neuen Anlagen, die es ihm ermöglichten, das Verfahren weiterzuentwickeln. Zur Zeit der Gründung wurde synthetisches Ammoniak nur in Deutschland von der BASF hergestellt.
Bis 1923 wurde das Casale-Verfahren in Italien, Frankreich, Japan, der Schweiz sowie Spanien und den USA eingeführt. In mehr als 15 Anlagen wurden insgesamt etwa 80.000 Tonnen Ammoniak pro Jahr produziert. 1927 betrug die installierte Kapazität bereits 320.000 Tonnen pro Jahr. Auf der Basis der Patente der ersten Technologie-Generation von Casale wurden etwa 200 Ammoniakanlagen weltweit errichtet. Kurz nach der Gründung von Ammonia Casale wurde auch ein Methanolherstellungsverfahren entwickelt.
Casale starb plötzlich und unerwartet 1927 im Alter von 44 Jahren. Es wurde spekuliert, dass sein früher Tod eine Spätfolge des Laborunfalls während seiner Zeit in Neapel war.